# Valiant (tenk)
Valiant (službeno eng. Infantry Tank Valiant) je bio britanski prototip pješadijskog tenka u Drugom svjetskom ratu. Projektiran je i planiran kao nasljednik tenka Valentine, od kojeg je bio teži 10 tona. Projektiranje je započeto 1943. i izrađena su dva prototipa, jedan s GMC dizelskim motorom snage 210 KS i drugi s Rolls-Royce Meteor benzinskim motorom snage 350 KS. Imao je duže i šire tijelo od Valentinea, a razmatrala se ugradnja 6-pounder ili 75 mm topa. Rat je završio prije nego što je bio spreman za serijsku proizvodnju.